# Fußballbund für das Herzogtum Braunschweig
Der Fußballbund für das Herzogthum Braunschweig (damalige Schreibweise; FfdHB) war ein lokaler Fußballverband für die Stadt Braunschweig und Umgebung. Der FfdHB wurde am 1. Mai 1904 durch die fünf Vereine FuCC Eintracht 1895 Braunschweig, FC Viktoria 1900 Braunschweig, FC Einigkeit Braunschweig, FC Fortuna 1901 Wolfenbüttel und Helmstedter FV 1902 gegründet. Erster Vorsitzender wurde Johannes Runge (Eintracht).
Bereits 1903/04 wurde in Braunschweig eine Meisterschaft mit vier Vereinen ausgespielt, die von Eintracht Braunschweig gewonnen wurde. Die erste Meisterschaft des FfdHB in der Saison 1904/05 wurde in zwei Spielklassen durchgeführt. Meister der 1. Klasse wurde Eintracht Braunschweig, der alle seine Spiele gewann. Trotz der nur wenigen Teilnehmer an den Meisterschaftsspielen der 1. Klasse und des sehr geringen spielerischen Niveaus, gelang es Eintracht Braunschweig sich zu einer norddeutschen Spitzenmannschaft zu entwickeln, die es mit den Hamburger Vereinen und Holstein Kiel aufnehmen konnte.
Die oft in Büchern angenommene Vermutung, dass mit der Bildung des Regionalverbandes die lokalen Verbände auf der Stelle erloschen waren, entsprach vielfach nicht den Tatsachen. Durch die lückenhaften Mitteilungen der Verbände sind die genauen Daten aber auch nur schwer nachzuvollziehen. Der am 15. April 1905 gegründete Norddeutsche Fußball-Verband gab einerseits Mitteilungen über seinen Bezirk Braunschweig heraus, gleichzeitig veröffentlichte der Fußballbund für das Herzogtum Braunschweig seine offiziellen Resultate. Er wurde zum Ende der Saison 1906/07 aufgelöst und ging im Norddeutschen Fußball-Verband als dessen VI. Bezirk auf.

## Meister des Fußballbundes für das Herzogtum Braunschweig
- Saison 1904/05
  - 1. Klasse: FuCC Eintracht 1895 Braunschweig
  - 2. Klasse: FuCC Eintracht 1895 Braunschweig III

- Saison 1905/06
  - 1. Klasse: FuCC Eintracht 1895 Braunschweig
  - 2. Klasse: FuCC Eintracht 1895 Braunschweig IV

- Saison 1906/07
  - A-Klasse: FC Eintracht 1895 Braunschweig
  - B-Klasse: FC Merkur 1904 Peine